# RTÉ Raidió na Gaeltachta
RTÉ Raidió na Gaeltachta (RnaG; irisch für Radio Gaeltacht) ist das irischsprachige Hörfunkprogramm der Radio Telefís Éireann (RTÉ) in Irland und kann in Irland auf UKW 92,6 – 94,4 MHz (102,7 MHz im Nordosten) und über Internet empfangen werden. Es nahm am 2. April 1972 als zweiter legaler Radiosender seinen Betrieb auf. Ursprünglich sendete RnaG nur einige Stunden am Tag, aber nachdem das vierte landesweite Programm RTÉ Lyric FM ausgestrahlt wurde, weitete der Sender seinen Betrieb ab dem 1. Oktober 2001 auf 24 Stunden aus.
RnaG ist in Casla, County Galway, stationiert. Darüber hinaus gibt es Studios in Gweedore, Co. Donegal, Baile na nGall in Ard na Caithne, County Kerry; Castlebar, Co. Mayo und das RTÉ Radio Centre in Dublin. Der Sender wird zwar von RTÉ betrieben, hat aber einen eigenen Rundfunkrat, Comhairle Raidió na Gaeltachta, der von der RTÉ-Direktion bestellt wird. RTÉ ernennt auch den Ceannaire (Programmchef) von RnaG.
RnaG wurde lange dafür kritisiert, eine „Keine-englischen-Texte“-Richtlinie zu haben, die nahezu die gesamte Populärmusik ausschloss und damit auch das junge Publikum nicht erreichte. Andere Stimmen wiesen darauf hin, dass der Sender ein dringend benötigtes Kommunikationsmittel für das Irische bietet, das in Irland überwiegend eine Minderheitensprache ist. Viele Jahre war es der einzige irischsprachige Sender. Erst in den letzten Jahren sind ein Fernsehsender, Telefís na Gaeilge (TG4) mit Hauptquartier in Baile na hAbhann, und einige lokale Radiostationen wie der unabhängige Dubliner Sender Raidió na Life hinzugekommen.
Im März 2005 kündigte RTÉ an, dass RnaG im Rahmen einer neuen Popsendung zwischen 21:00 und 01:00 Uhr auch Lieder mit englischsprachigen Texten senden würde. Im April 2005 wurde das Schema mit dem Namen Anocht FM (Heute Abend UKW) eingeführt. Am Wochenende schließt es ein neues Programm, Geill Slí (Vorfahrt achten), ein sowie den bestehenden Dauerbrenner An Taobh Tuathail. Anocht FM wird am Wochenende auch mit verschiedenen Programmen verknüpft. Die neue Sendung begann am 2. Mai 2005 um 21:02 Uhr irischer Sommerzeit. Das erste Stück mit englischsprachigen Texten war nach einer öffentlichen Abstimmung Blister in the Sun von den Violent Femmes.
RTÉ Raidió na Gaeltachta wird auch über die nordirische Freeview-Plattform verbreitet, jedoch nicht über die dortige DAB-Plattform.